# Queeranarchisme

Een diagonaal doorgesneden roze en zwarte vlag, vergelijkbaar met andere anarchistische symboliek, wordt vaak geassocieerd met queer anarchisme.

Queeranarchisme, ook wel anarcha-queer genoemd, is een stroming binnen het anarchistische denken die pleit voor sociale revolutie en de afschaffing van hiërarchieën, waaronder homofobie, transmisogynie, bifobie, transfobie, heteronormativiteit, patriarchaat en de genderbinariteit, als middel om queer bevrijding te bereiken. 

## Geschiedenis
De anarchist Adolf Brand publiceerde van 1896 tot 1932 in Berlijn het eerste tijdschrift dat gewijd was aan homoseksuele kwesties, Der Eigene. De vroege geschiedenis van queer anarchisme omvatte de verdediging van homoseksualiteit door anarchisten vanwege het anarchistische accent op individuele vrijheden, waaronder vrijheid in seksualiteit. Vroege anarchistische schrijvers, zoals Emil Szittya en Magnus Hirschfeld, observeerden dat er veel homoseksuelen onder de anarchisten waren. Anarchisten, waaronder Ulrich Linse, Johannes Holzmann (bekend als Senna Hoy), Otto Gross en Robert Reitzel, pleitten voor homoseksualiteit en de afschaffing van wetten die homoseksuele handelingen criminaliseren. John Henry Mackay was een belangrijke vroege volgeling en propagandist van de filosofie van Max Stirner, en pleitte ook voor de herziening van paragraaf 175 in Duitsland, die homoseksuele handelingen verbood. 

## In popcultuur
"Be gay, do crime" is een slogan die populair is tijdens hedendaagse Pride parades, LGBT-gerelateerde protesten en graffiti. In 2018 werd het op Twitter populair gemaakt door een meme gecreëerd door Io Ascarium van het ABO Comix-collectief, dat stripboeken verkoopt die gemaakt zijn door andere LGBTQ+ gevangenen met beperkingen. Ascarium beschrijft de zin als afkomstig "uit de gemeenschappelijke grabbelton van anti-assimilatie queer slogans. Zoals 'ACAB' of 'Stonewall was a Riot' werd het uit de chaotische ether gehaald, kwam het nergens vandaan en behoort het aan niemand toe".  De "memeificatie" van de "be gay do crime" slogan is een voorbeeld van toenemende toegankelijkheid tot anarchistische denkscholen. De slogan "Be gay, do crime" is een antikapitalistische en anti-autoritaire verklaring, waaruit blijkt dat misdaad en onbeschaafdheid nodig kunnen zijn om gelijke rechten te verdienen, gezien de strafbaarstelling van homoseksualiteit over de hele wereld en dat de Stonewall-opstand een opstand was. Binnen de anarchistische ruimte reflecteerde de Mary Nardini Gang op hun manifest "Toward the Queerest Insurrection" met het boek "Be Gay Do Crime", waarin ze bevestigen "de realiteit en de continuïteit van een cultuur en een geschiedenis van het ervaren van illegaliteit, onwettigheid en gebrek aan burgerschap." Mark Bieschke, een curator bij het GLBT History Museum, beweerde dat de slogan bedoeld is om tegen het "gepolijste, bedrijfsmatige verhaal van Pride" in te gaan.